# 11878 Hanamiyama
11878 Hanamiyama eller 1990 HJ är en asteroid i huvudbältet som upptäcktes den 18 april 1990 av den japanska astronomen Tsutomu Seki vid Geisei-observatoriet. Den är uppkallad efter det japanska berget Hanamiyama.
Asteroiden har en diameter på ungefär 3 kilometer.